# Presa de Brandvlei
La Presa de Brandvlei és un tipus de presa de terra de farciment del riu Lower Brandvlei al Cap Occidental, Sud-àfrica. Es va acabar el 1983 i l'entrada és el riu Holsloot.